# Галактика зі спалахом зореутворення

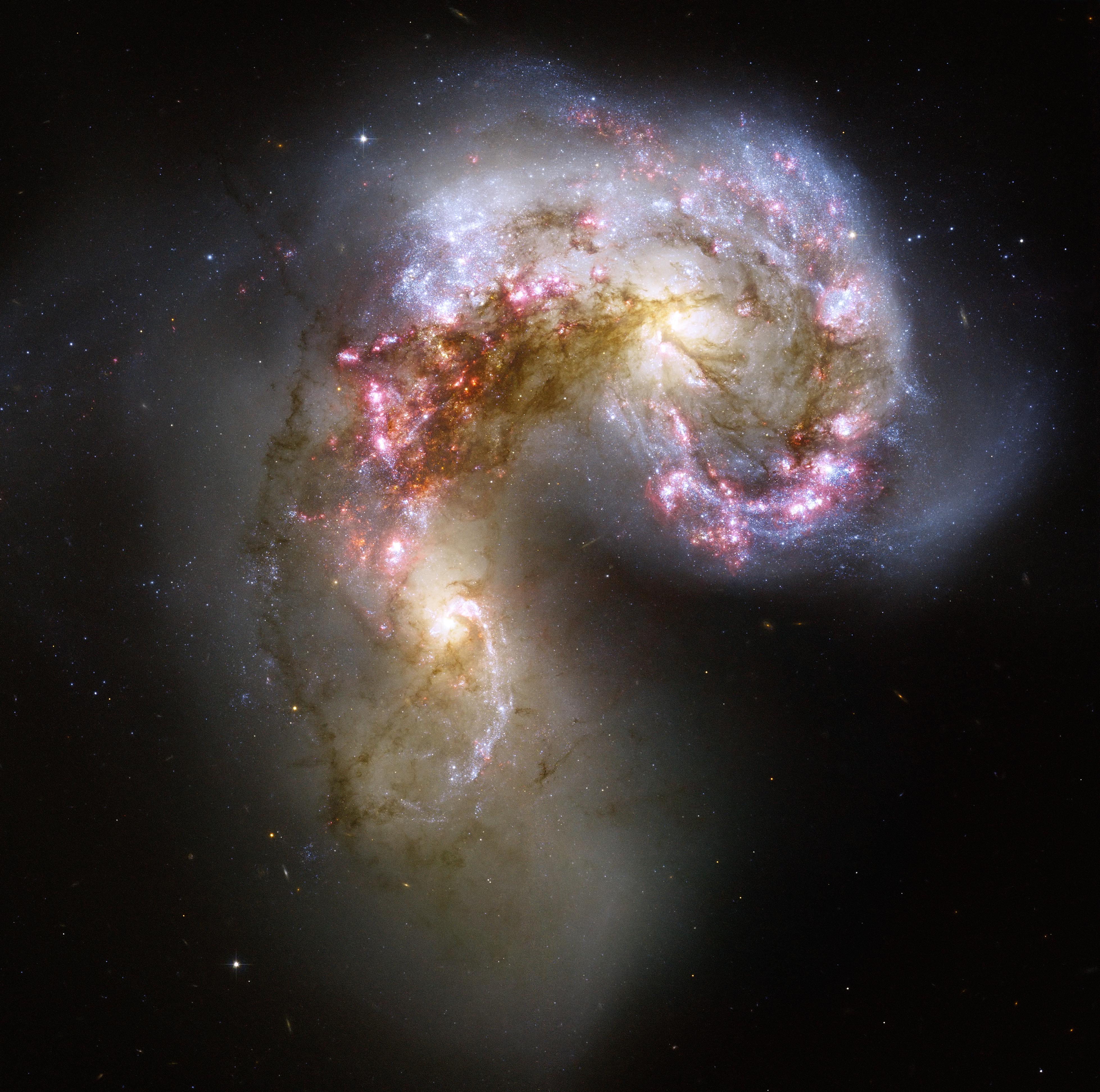
Галактики Антенна є прикладом галактики зі спалахом зореутворення, який є наслідком зіткнення галактик NGC 4038/NGC 4039. Фото: НАСА/ЄКА.

Галактики зі спалахом зореутворення (англ. starburst galaxy) — галактики, у яких зафіксовано надзвичайно високий рівень формування зір порівняно з довгостроковим середнім рівнем зореутворення у цій галактиці або рівнем зореутворення, який спостерігається у більшості інших галактик. У такій галактиці зореутворення відбувається так швидко, що вона споживає всі свої запаси газу за період, значно коротший від віку галактики. Тому спалах зореутворення є лише фазою у розвитку галактики, досить короткою за часом порівняно з часом її існування. Більшість таких галактик або зіштовхуються з іншими галактиками, або близько зійшлися. Добре відомими прикладами таких галактик є  M82, NGC 4038/NGC 4039 (Галактики Антенна) та IC 10.

## Ознаки галактик зі спалахом зореутворення

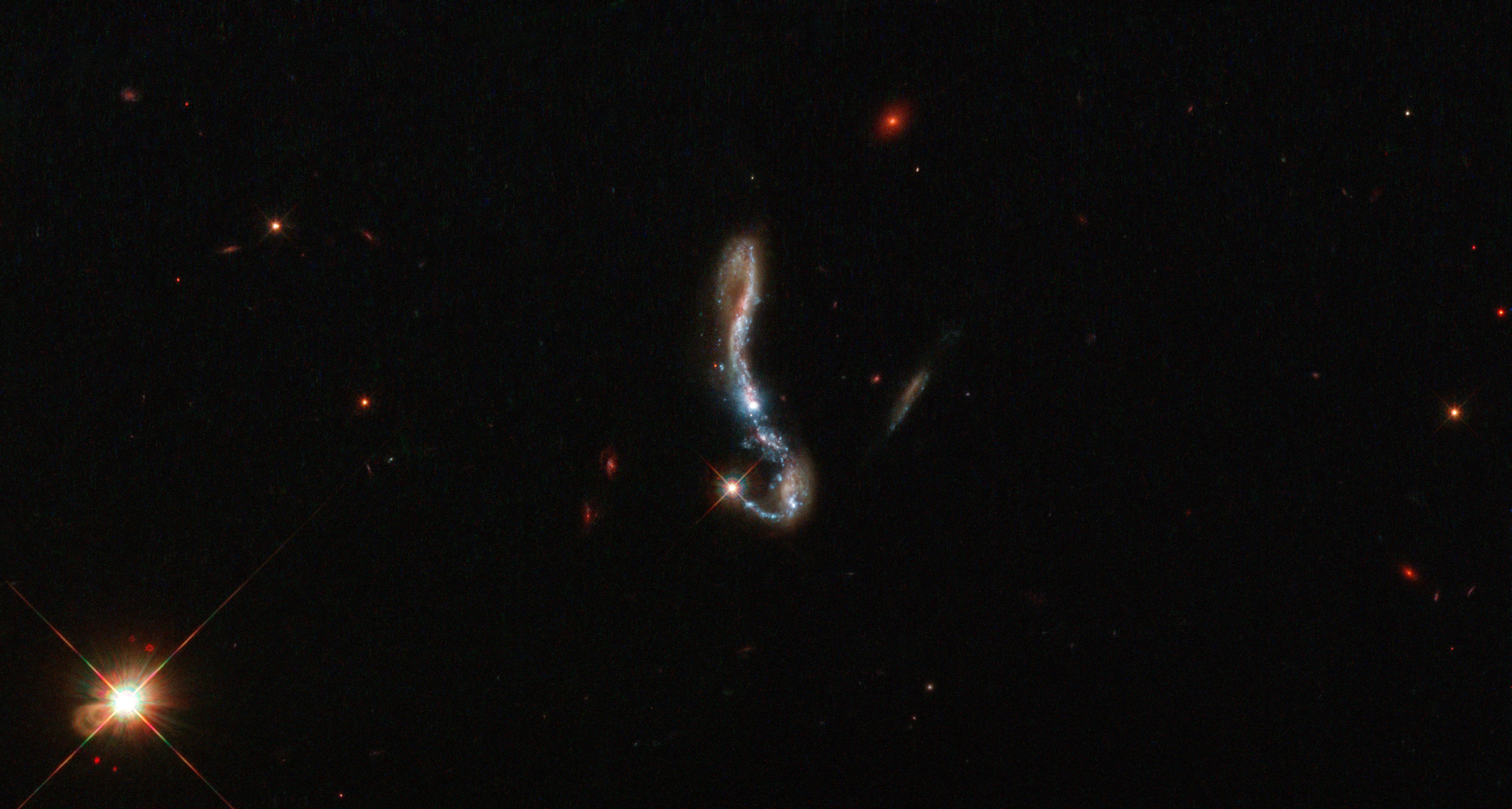
Світло та пил у розташованій неподалік галактиці зі спалахом зореутворення

Ознаками галактики зі спалахом зореутворення є ці три пов'язані фактори:
1. Швидкість, з якою галактика на поточний момент перетворює газ у зорі — швидкість формування зір (англ. star-formation rate, SFR).
2. Наявна кількість газу для формування зір.
3. Співвідношення періоду, за який формування зір використає наявний для цього газ, з віком або періодом обертання галактики.

Поширені визначення включають:
- тривале зореутворення, при поточній швидкості формування зір доступний газ буде вичерпаний значно швидше за вік Всесвіту (час Габбла).
- тривале зореутворення, при поточній швидкості формування зір доступний газ буде вичерпаний значно швидше динамічну шкалу часу галактики (можливо, за один період обертання дискової галактики).
- поточна швидкість формування зір значно вища за усереднену швидкість формування зір у минулому. Це співвідношення має назву «параметр народження» (англ. birthrate parameter).

### Елементи галактики зі спалахом зореутворення

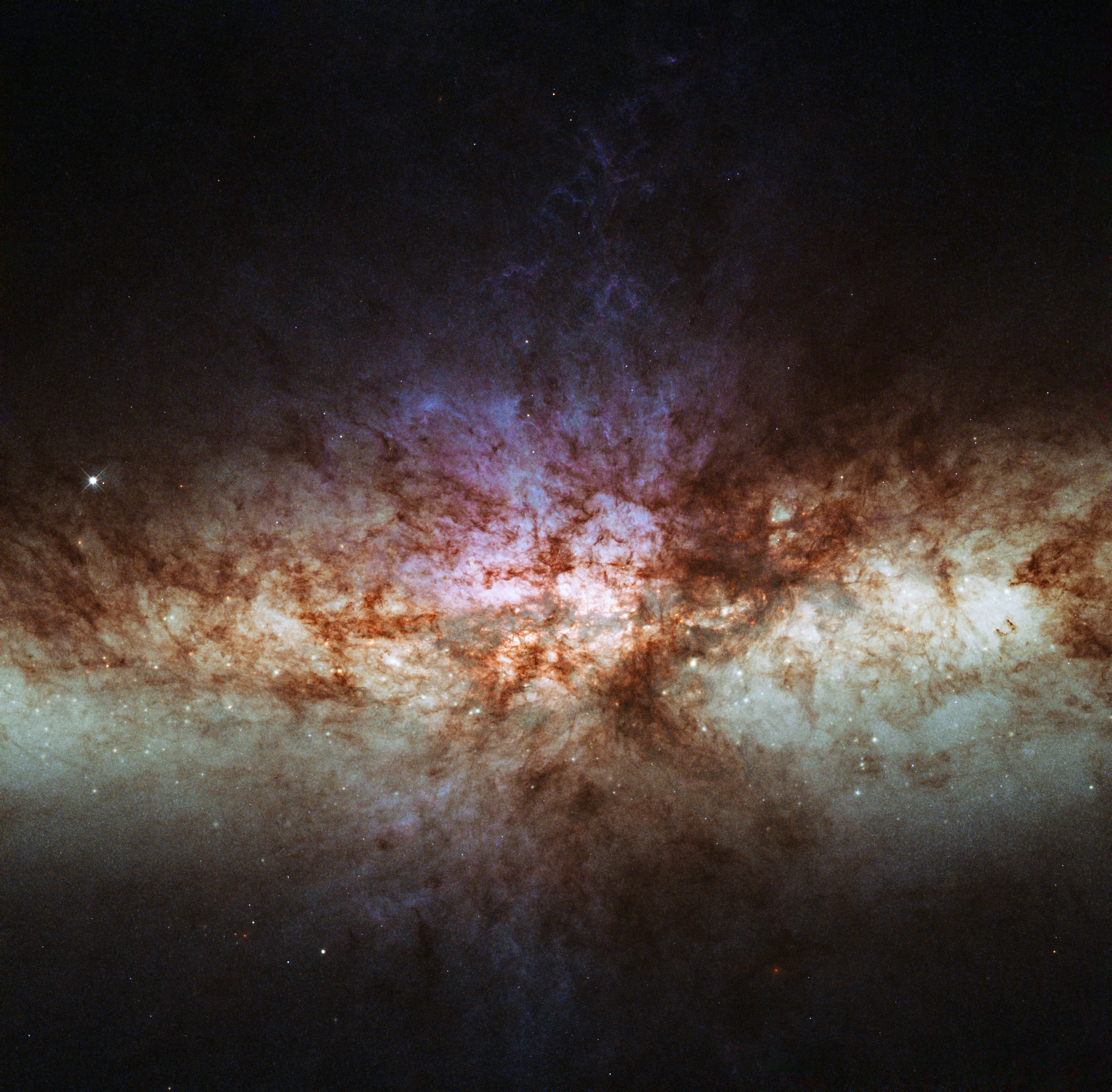
M82 — архетип галактики зі спалахом зореутворення, розташованої неподалік, приблизно за 12 мнл св. років, у сузір'ї Великої Ведмедиці.

Галактики зі спалахом зореутворення мають велику кількість холодного молекулярного газу. Також галактики під час спалаху часто мають припливні хвости, що вказує на нещодавню тісну взаємодію з іншою галактикою, або перебувають у процесі злиття. Взаємодія між галактиками, які не зливаються, може спричинити нестабільні режими обертання, наприклад нестабільність бара, що спричиняє потік газу до ядра галактики, а це веде до спалахів зореутворення в ядрі.
Всередині спалаху середовище досить екстремальне. З великої кількості газу формуються надмасивні гарячі зорі. Вони іонізують газ довкола себе (переважно це водень), створюючи зони H II. Групи надгарячих зір відомі як OB-асоціації. Вони добре помітні та швидко згоряють і наприкінці еволюції швидше за все спалахують надновими. Після спалаху, викинута ними речовина поширюється в галактиці.
Велика кількість дуже віддалених галактик, наприклад, побачених у Hubble Deep Field, вважається галактиками зі спалахами зореутворення, але вони надто далекі для детального вивчення. Вивчення розташованих неподалік галактик зі спалахами зореутворення могло б надати уявлення про те, що відбувається в далеких галактиках, однак поруч із нами такі галактики рідкісні, а чим далі, тим вони трапляються частіше. Це вказує на більшу їх кількість у минулому, оскільки тоді галактики були ближчими й частіше взаємодіяли.

## Типи галактик зі спалахом зореутворення

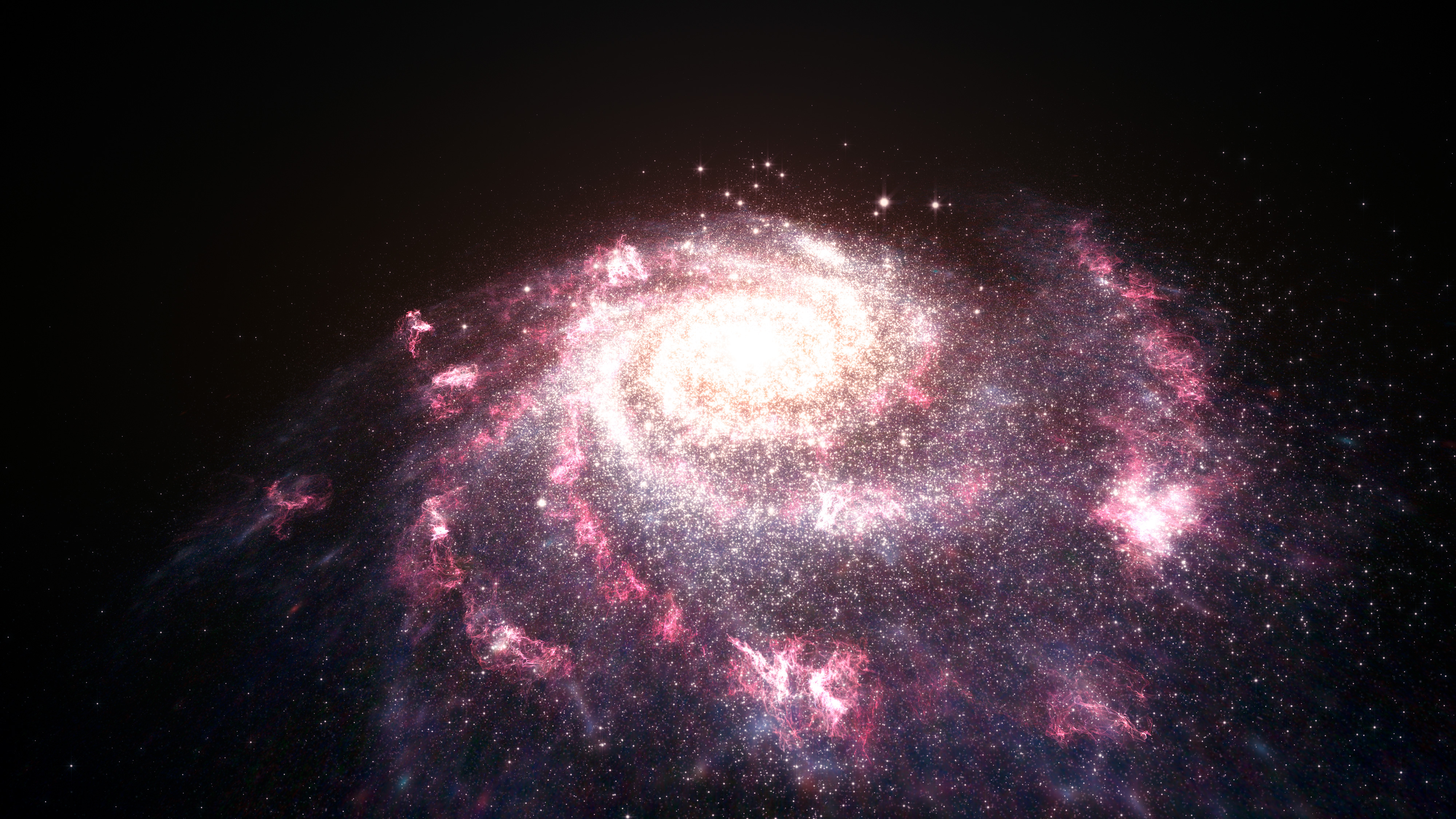
Уявлення художника про галактику зі спалахом зореутворення.

Класифікація галактик зі спалахом зореутворення ускладнена, оскільки такі галактики не є окремим типом. Спалахи зореутворення можуть відбуватись у спіральних галактиках, а в неправильних галактиках часто фіксують кілька вогнищ зореутворення по всій галактиці. Однак, астрономи зазвичай класифікують галактики зі спалахом зореутворення на підставі їх найвиразніших спостережних характеристик. Наведені деякі з таких класифікацій:
- блакитні компактні галактики (англ. Blue compact galaxies, BCG) часто мають низьку масу, низьку металічність та відсутність міжзоряного пилу. Оскільки вони не мають зоряного пилу, але складаються з великої кількості гарячих молодих зір, у видимому та ульфрафіолетовому діапазоні вони переважно блакитного кольору. Спочатку вважалось, що всі BCG є молодими галактиками у процесі формування першого покоління зір, що пояснювало їх низьку металічність. Однак пізніше у таких галактиках було знайдено і старіше зоряне населення і тепер вважається, що причиною відсутності пилу та металів є добре перемішування — більшість BCG мають ознаки нещодавнього злиття та/або близького проходження галактик. До добре вивчених BCG належать IZw18 (найбідніша на метали галактика серед відомих), ESO338-IG04 та Харо 11. Виділяють також такі підтипи:
  - карликові блакитні компактні галактики (англ. Blue compact dwarf galaxies, dBC);
  - галактики-зелений горошок (англ. Green Pea galaxies, GP) — малі компактні галактики, які нагадують початковий спалах зореутворення та у видимому світлі мають зелений відтінок. Були відкриті громадянами, які брали участь у проєкті Galaxy Zoo.
- яскраві інфрачервоні галактики (англ. Luminous infrared galaxie, LIRG) — їх яскравість становить більше 1011 світностей Сонця.
  - надяскраві інфрачервоні галактики (англ. Ultra-luminous Infrared Galaxies, ULIRG), яскравість яких становить більше 1012 світностей Сонця. Зазвичай ці галактики надзвичайно запилені. Ультрафіолетове випромінювання від зореутворення поглинається пилом та перевипромінюється в інфрачервоному спектрі (на довжині хвилі близько 100 мікрометрів), що пояснює глибокий червоний колір таких галактик. Однак, достеменно невідомо, чи ультрафіолетове випромінювання утворюється виключно зореутворенням, і деякі астрономи вважають, що воно походить (принаймні частково) від активних ядер галактик. Водночас рентгенівські спостереження багатьох ULIRG, проникаючи через пил, фіксують у таких галактик два ядра, що підтримує теорію про те, що спалахи зореутворення в ULIRG зумовлені масштабним злиттям галактик. Добре вивченою ULIRG є IC 1127.
  - гіпер'яскраві інфрачервоні галактики (англ. Hyperluminous Infrared galaxies, HLIRG), яскравість становить більше 1013 світностей Сонця[3].
- галактики Вольфа — Рає (англ. Wolf-Rayet galaxies, WRg) — галактики, значна частина яскравих зір яких є зорями Вольфа — Рає. Такі зорі є відносно коротким періодом у житті масивних зір (приблизно 10 % загальної тривалості еволюції таких зір)[4], дуже яскраві та з виразними спектрами, а тому досить рідкісні у звичайних галактиках. Наявність великої кількості таких зір у будь-якій галактиці звужує параметри спалаху зореутворення в них, оскільки їх інтегровані спекти чітко демонструють характеристики зір Вольфа — Рає[5].

## Добре відомі галактики зі спалахом зореутворення

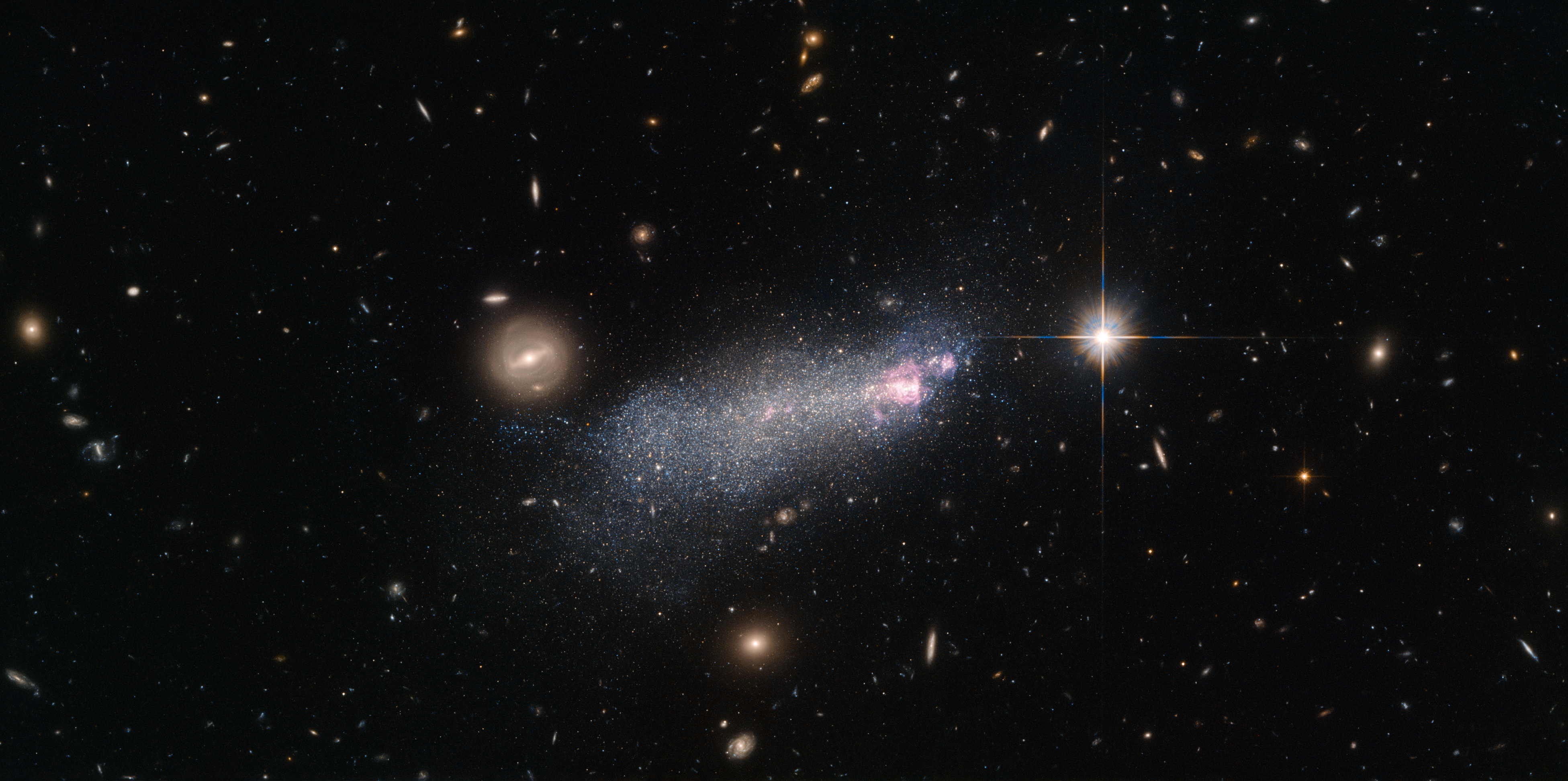
Галактика SBS 1415+437 розташована у ~45 млн св. років від Землі

M82 - типова галактика зі спалахом зореутворення. Її високий рівень формування зір спричинений зіткненням з розташованою поруч спіральною галактикою M81. Мапування дотичних регіонів цих галактик за допомогою радіотелескопів показало великі струмені нейтрального водню, які поєднують дві галактики внаслідок зіткнення. Зображення в радіохвилях центральних регіонів M82 також показує значну кількість молодих залишків наднових зір, які утворились внаслідок вибухів найбільш масивних зір наприкінці їх короткого життя. Галактики Антенни (зіткнення галактик NGC 4038 та NGC 4039) є іншим добре відомим прикладом завдяки вражаючому фото з телескопа Габбла, яке було оприлюднено 1997 року.

## Приклади галактик зі спалахом зореутворення
| Галактика        | Тип | Примітки                                                      | Посилання |
| ---------------- | --- | ------------------------------------------------------------- | --------- |
| Галактика Сигара |     | Архетип галактик зі спалахом зореутворення                    |           |
| Антенни          |     | Дві взаємодіючі галактики                                     |           |
| IC 10            |     | Галактика з м'яким спалахом зореутворення                     |           |
| HXMM01           |     | Злиття галактик із потужним спалахом зореутворення            |           |
| HFLS3            |     | Незвичайно велика галактика з потужним спалахом зореутворення |           |
| NGC 1569         |     | Карликова галактика з всеохопним спалахом зореутворення       |           |

## Галерея

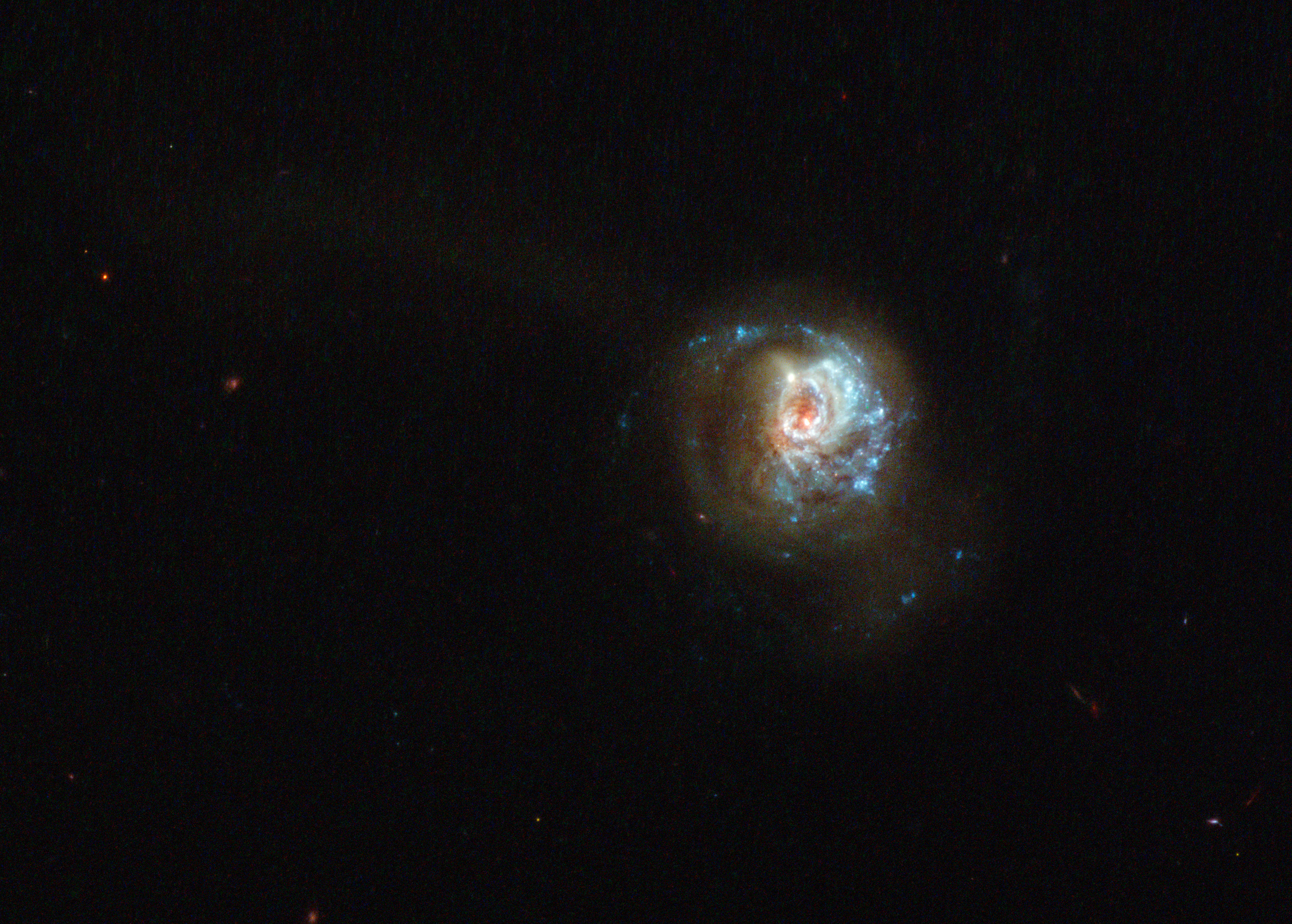
Фото Габбла галактики J125013.50+073441.5, зроблене як частина дослідження LARS (Lyman Alpha Reference Sample)
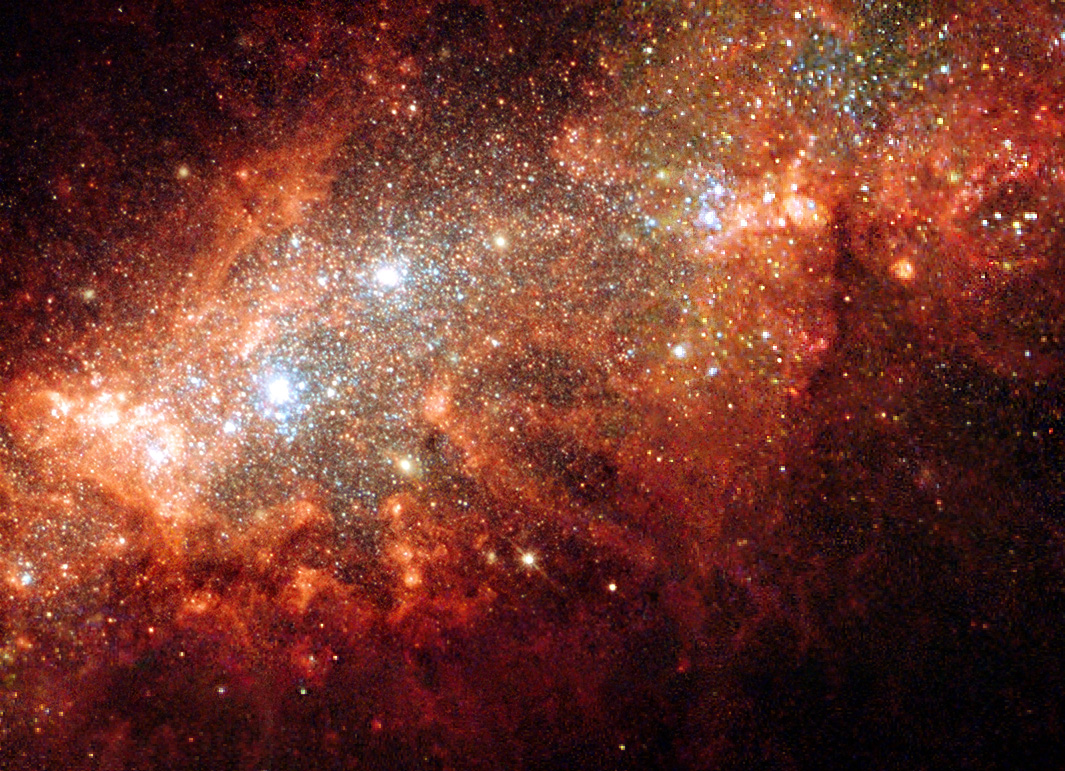
Спалах зореутворення у центральному регіоні розташованої неподалік карликової галактики NGC 1569. Фото Габбла.
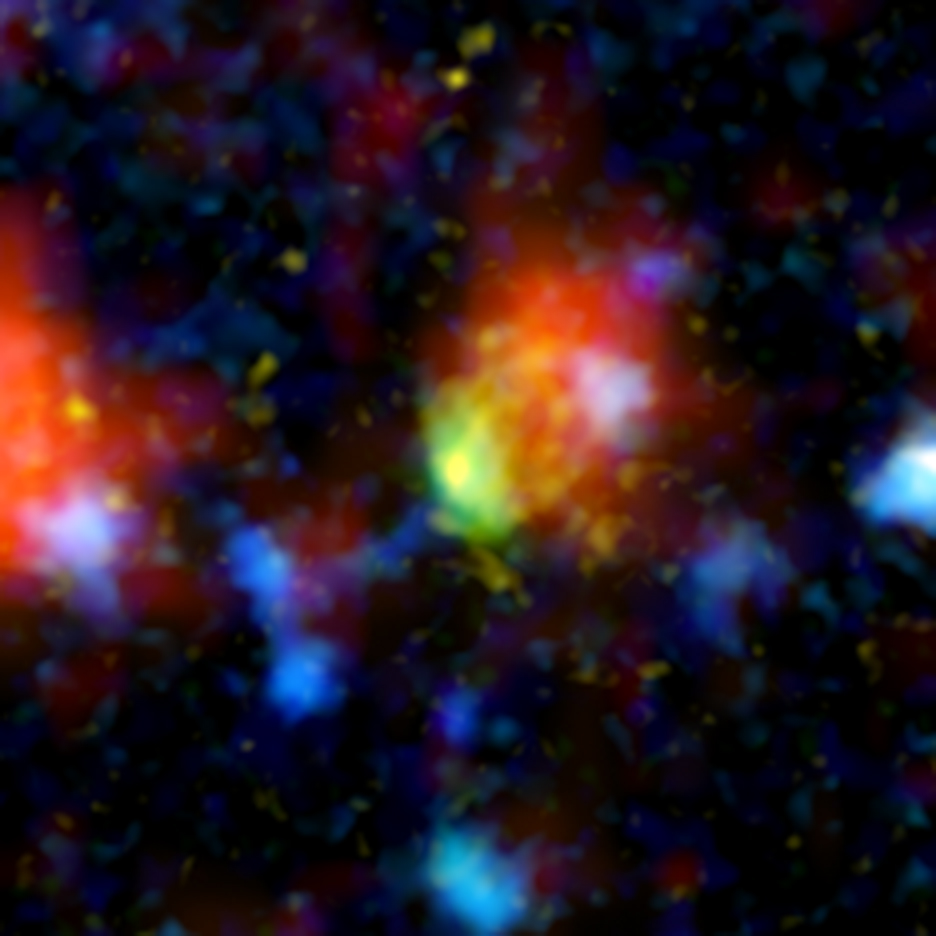
Галактика Бебі Бум (12,2 млрд світлових років від Землі) створює 4000 зір за рік. Фото: НАСА.
Галактика NGC 4449 має глобальний спалах зореутворення.
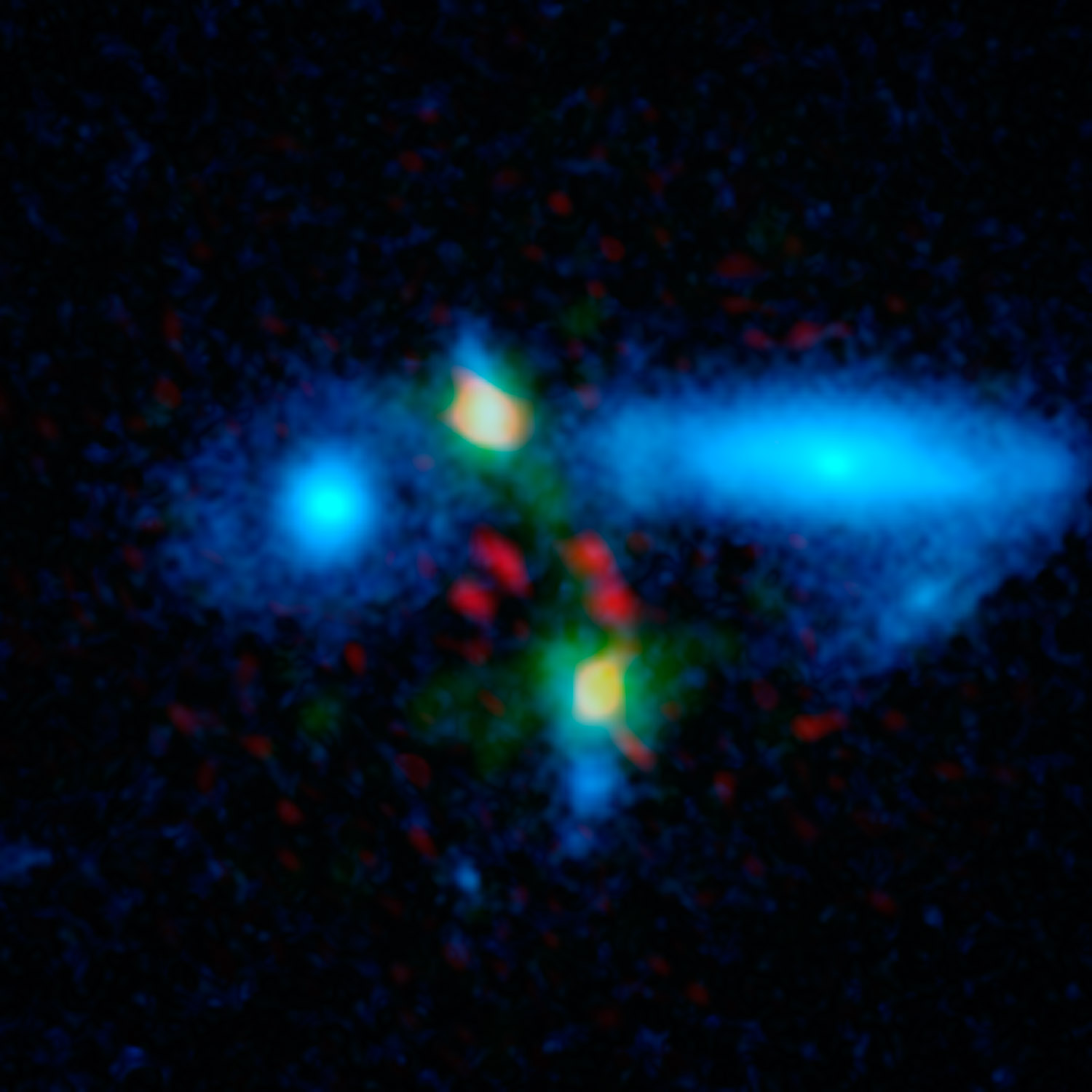
Спалах зореутворення при злитті галактик HXMM01 (11 млрд. світлових років від Землі). Фото: НАСА.